# Idaea fractilineata
Idaea fractilineata är en fjärilsart som beskrevs av Philipp Christoph Zeller 1847. Idaea fractilineata ingår i släktet Idaea och familjen mätare. Inga underarter finns listade i Catalogue of Life.